# Squinzano
Squinzano – miejscowość i gmina we Włoszech, w regionie Apulia, w prowincji Lecce.
Według danych na rok 2004 gminę zamieszkiwało 15 336 osób, 528,8 os./km².